# Vriesea sazimae
Vriesea sazimae là một loài thuộc chi Vriesea. Đây là loài đặc hữu của Brasil.